# Aousja
Aousja, scritto anche Ousja o Aousdja, (in arabo عوسجة‎?) è una città del nord della Tunisia.
Fa parte del governatorato di Biserta e della delegazione di Ghar El Melh.  La città conta 3 980 abitanti.
Dal 1988 a Aousja viene organizzato il "Festival della Patata", la cui coltivazione occupa circa il 60% della popolazione maschile della città.